# 목포부영초등학교
목포부영초등학교는 대한민국 전라남도 목포시 옥암동에 있는 초등학교다.

## 학교 연혁
- 1993. 05. 27 목포부영국민학교 설립 인가
- 1994. 11. 07 목포부영국민학교 개교(6학급)
- 1995. 03. 10 목포부영국민학교 병설 유치원 개원
- 1996. 03. 01 목포부영초등학교로 명칭 변경
- 2013. 09. 01 제8대 오종령 교장 부임
- 2009. 09. 01 제7대 민광 교장 부임
- 2010. 02. 01 다목적강당 준공(부영관)
- 2012. 04. 20 운동장 잔디구장 준공
- 2013. 02. 20 제19회 졸업식(누계 3,451명)
- 2013. 03. 01 2013학년도 27학급 편성(특수학급 포함)
- 2014. 02. 18 제20회 졸업식(누계 3,568명)
- 2014. 03. 01 2014학년도 24학급 편성(특수학급 포함)
- 2015. 02. 13 제21회 졸업식(누계 3,676명)
- 2015. 03. 01 2015학년도 22학급 편성(특수학급 포함)
- 2016. 02. 05 제22회 졸업식(누계:3,774)
- 2016. 03. 01 2016학년도 20학급 편성(특수학급 포함)
- 2017. 02. 08 제23회 졸업식(누계:3,859)
- 2017. 03. 01 2017학년도 21학급 편성(특수학급 포함)
- 2017. 09. 01 제9대 강홍제 교장 부임
- 2018. 02. 09 제24회 졸업식(누계 3,927명)
- 2018. 03. 01 2018학년도 20학급 편성(특수학급 포함)
- 2018. 03. 21 2018학년도 19학급 편성(특수학급 포함)
- 2019. 02. 21 제25회 졸업식(누계 3,998명)
- 2019. 03. 01 2019학년도 19학급 편성(특수학급 포함)
- 2023. . 01. 05 제 30회 졸업식